# Kostümkunde

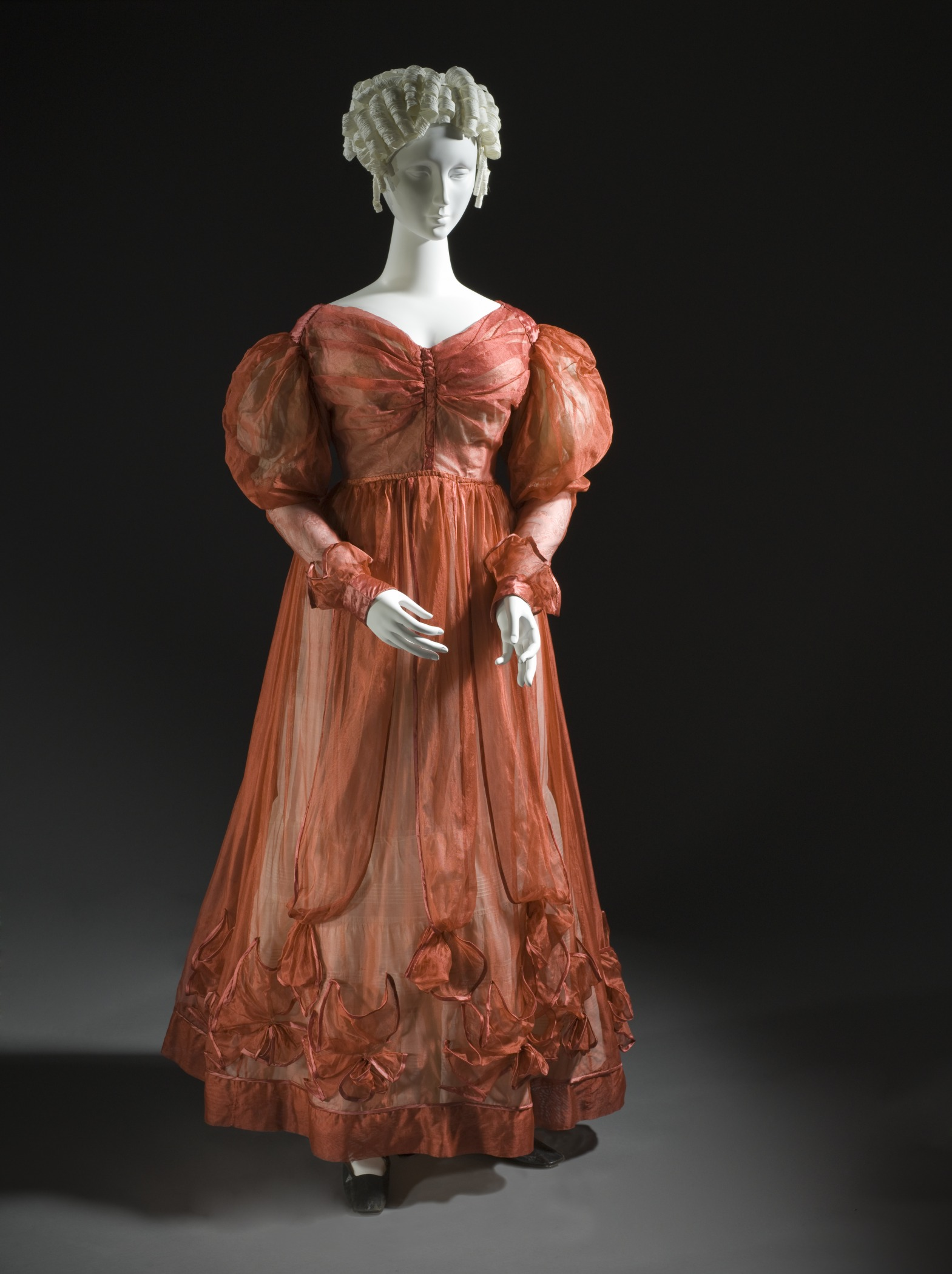
Ballkleid der 1820er Jahre (LACMA, Los Angeles)

Die Kostümkunde (auch Kostümgeschichte oder Kostümforschung) untersucht die Kleidung, die Frisuren, Schminke, Schmuck und andere Accessoires in ihrem kulturellen und geschichtlichen Zusammenhang.
Die kostümkundliche Epocheneinteilung folgt im Allgemeinen derjenigen der Kunstgeschichte der jeweils untersuchten Kultur. In der Kostümgeschichte der westlichen Welt wird die Unterteilung mit der Beschleunigung der Moden am Beginn der frühen Neuzeit kleinteiliger als in der Kunstgeschichte und löst sich ab Mitte des 19. Jahrhunderts von üblichen Epocheneinteilungen.

## Forschungsgeschichte

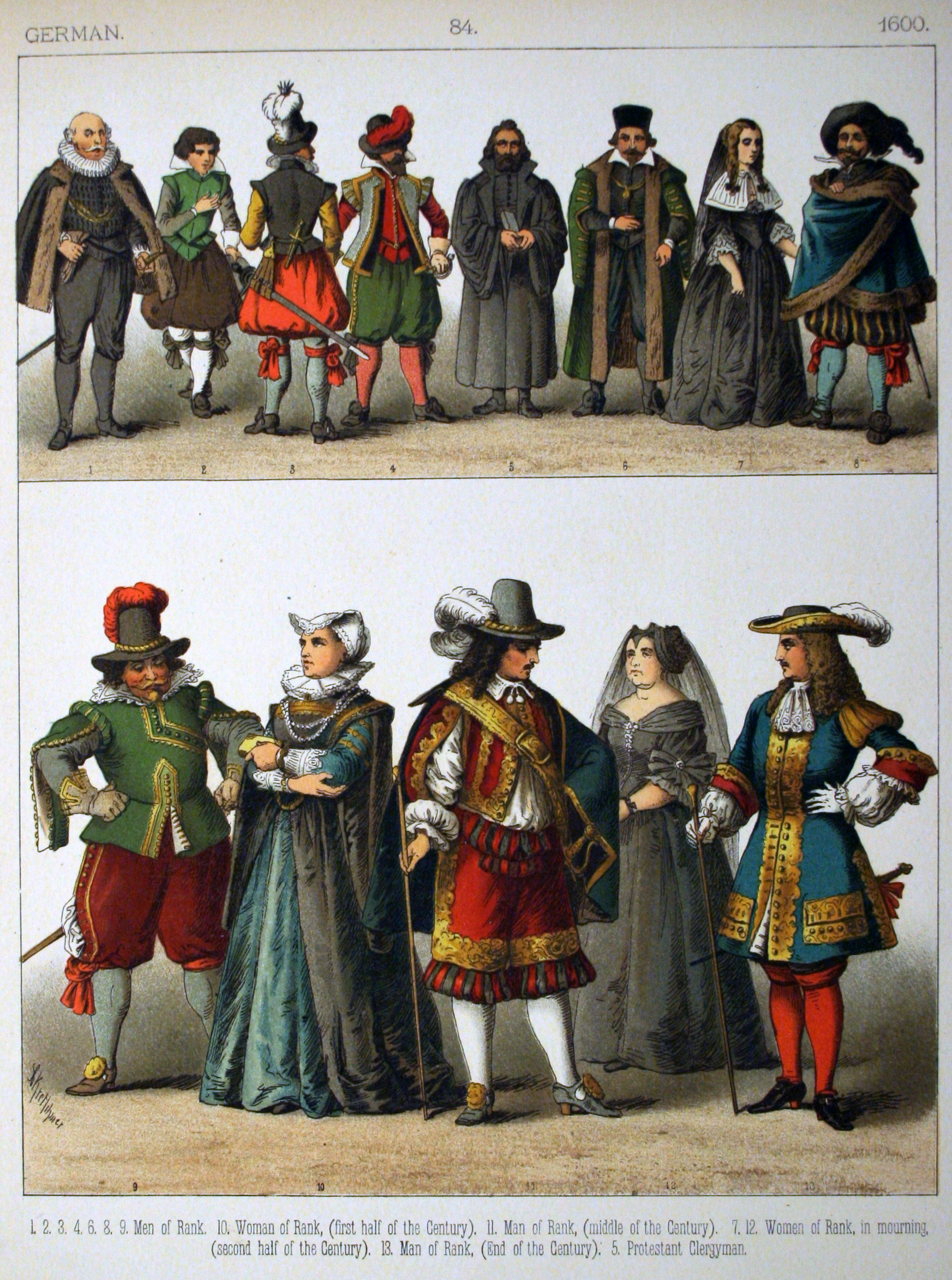
Lithographie von Albert Kretschmer aus Die Trachten der Völker

Kostümkunde als wissenschaftlicher Gegenstand existiert in Anfängen seit dem Ende des 18. Jahrhunderts, im Sinn einer umfassend betriebenen wissenschaftlichen Disziplin jedoch erst ab der Mitte des 19. Jahrhunderts. Pioniere kostümkundlicher Forschung waren:
- Hermann Weiß, dessen Kostümkunde. Handbuch der Geschichte der Tracht, des Baues und von den frühesten Zeiten bis auf die Gegenwart ab 1860 erschien,
- Albert Kretschmer und Karl Rohrbach mit Die Trachten der Völker vom Beginn der Geschichte bis zum 19. Jahrhundert,
- Franz und Frieda von Lipperheide und
- Jacob von Falke.

Letzterer war seit 1855 Konservator am neu begründeten Germanischen Nationalmuseum in Nürnberg geworden und dort auch für das kostümgeschichtliche Material zuständig. Aus dieser Tätigkeit heraus entstanden mehrere Aufsätze zur Geschichte der Trachten, die in der ab 1856 von Falkes Bruder Johann Falke herausgegebenen Zeitschrift für deutsche Kulturgeschichte erschienen, und schließlich ab 1858 die zweibändige Deutsche Trachten- und Modenwelt. 1880 folgte dann noch seine Costümgeschichte der Culturvölker.
Ein weiterer Pionier der Kostümkunde war der Maler August von Heyden, der ab 1874, gemeinsam mit Franz von Lipperheide die Blätter für Kostümkunde im Verlag Lipperheide herausgab. Seine Tracht der Kulturvölker Europas erschien postum 1898.
Als weitere kostümkundliche Zeitschrift folgte 1897 die vom Verein für Historische Waffenkunde herausgegebene Zeitschrift für historische Waffen- und Kostümkunde. 1920 benannte der Verein sich um in die (nach Auflösung 1949 und Neugründung 1951) heute noch bestehende Gesellschaft für historische Waffen- und Kostümkunde e. V. Die von dem Verein herausgegebene Zeitschrift erscheint seit 1959 unter dem Titel Waffen- und Kostümkunde.
Außerhalb Deutschlands sind als wichtige kostümkundliche Periodika zu nennen
- die von der 1965 gegründeten britischen Costume Society herausgegebene Zeitschrift Costume (seit 1967 jährlich, seit 2011 halbjährlich, Victoria and Albert Museum, London)[3] und
- das von der 1973 gegründeten Costume Society of America herausgegebene Journal Dress[4].

## Umfang des Fachgebiets
Für die Kostümkunde sind zwei Dimensionen zu berücksichtigen: Die geographische und die historische. Sie beschäftigt sich also mit
- dem Kostüm einer bestimmten Region zu einer bestimmten Zeit (z. B. Norddeutschland um 1630)
- dem Kostüm einer bestimmten Region und seinem Wandel in der Zeit oder (z. B. Japan von der Heian-Zeit bis zur Meiji-Zeit)
- dem Kostüm verschiedener Regionen zu einer bestimmten Zeit (z. B. alle Welt um 1880)

Somit ist Kostümkunde eine Sonderform der Kultur- und Sozialgeschichte. Es bestehen auch Verbindungen zur Wirtschaftsgeschichte (Textilindustrie als Wirtschaftszweig), zur Soziologie, zur Psychologie und insbesondere Sozialpsychologie (Kleidung als Ausdruck des Selbstempfindens) und zur Volkskunde.
Die Modesoziologie hingegen beschäftigt sich nicht nur mit dem Wandel des Kostüms, sondern mit allen der Mode unterliegenden Phänomenen und verfolgt zudem ein anderes (eben ein soziologisches) Erkenntnisinteresse.
Die Kostümkunde ist einerseits Hilfswissenschaft für andere Wissenschaften (z. B. für die Kunstgeschichte und Theaterwissenschaft), andererseits benötigt sie die Vorarbeit anderer Wissenschaften (z. B. Archäologie, Ägyptologie, Mediävistik, Wirtschaftsgeschichte) für den Zugang zum Quellenmaterial.

## Kostümkundliche Quellen
Als Quellen dienen erhaltene Textilfragmente, Kleidungsstücke und Accessoires, zeitgenössische Abbildungen und zeitgenössische Texte, auch Werke der Belletristik, historische Kostumbücher, Modejournale ebenso wie Haushaltsinventare und Aussteuer- und Erbschaftslisten.

### Erhaltene Textilien

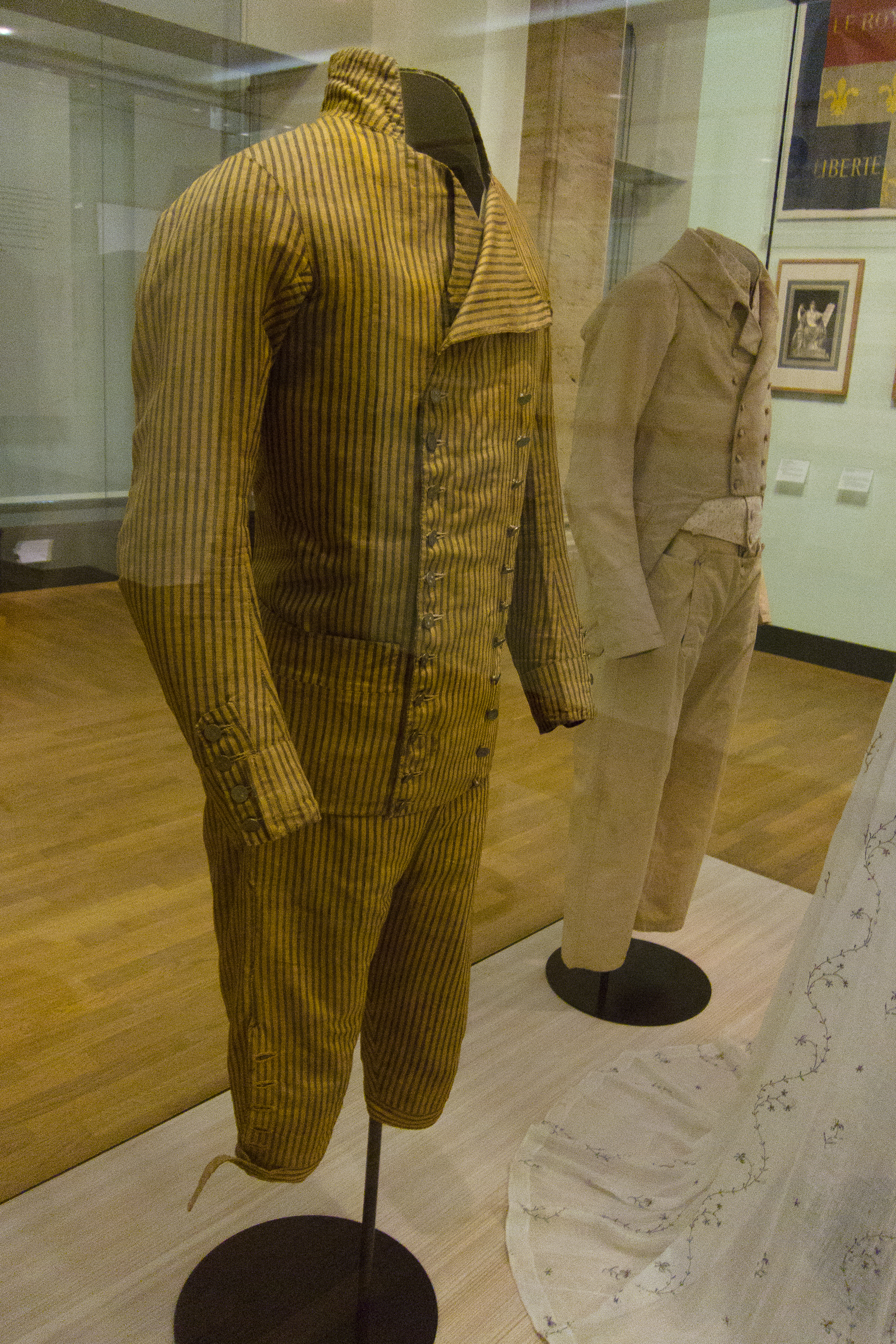
Herrenanzug aus den 1790er Jahren im Deutschen Historischen Museum, Berlin

Die beste Quelle sind naheliegenderweise erhaltene Textilien, da sie im Gegensatz zu Texten und Abbildungen nicht durch die Wahrnehmung und Absicht eines Autors gefiltert sind, uns also unverfälscht vor Augen treten – scheinbar. Denn da textile Artefakte in besonderem Maß unter schädlichen Umwelteinflüssen leiden, verändern sich im Lauf der Zeit Form und Farbe, der Stoff wird brüchig und verrottet. Je nachdem, wo ein Textil die Jahrhunderte oder Jahrtausende verbracht hat und wie es gefärbt wurde, kann der heutige Farbeindruck völlig verfälscht sein und wichtige Teile fehlen.
Jüngere Textilien (ab dem 16./17. Jahrhundert) sind oft besser erhalten, weil sie von Anfang an absichtlich aufbewahrt wurden. In diesem Fall muss berücksichtigt werden, dass sie gewöhnlich aus einem besonderen Grund aufbewahrt wurden (z. B. weil sie besonders kostbar waren), während andere, alltägliche Kleidungsstücke den Weg alles Irdischen gingen. Hinzu kommen Kleidungsstücke, die in späterer Zeit umgearbeitet wurden, um dem veränderten Modegeschmack zu entsprechen oder – das gibt es recht häufig – um als historisierendes Theater- oder Faschingskostüm herzuhalten.
Schließlich stellt sich das Problem der Datierung und Deutung: Ohne zusätzliches Material ist es schwierig, ein Textil genau zu datieren und Rückschlüsse auf den sozialen Status des Trägers oder die Verwendung des Kleidungsstückes (Alltags-, Feiertags- oder Zeremonialgewand?) zu ziehen. Solche Informationen können im Fall von archäologischen Funden zumindest näherungsweise aus Begleitfunden (z. B. Schmuck) abgeleitet werden; für jüngere Artefakte werden Text- und Bildquellen herangezogen.

### Abbildungen
Bildliche Darstellungen sind auf vierfache Weise gefiltert:
- Verschiedene Menschen nehmen das gleiche Objekt auf unterschiedliche Weise wahr, d. h. der Künstler hat das Kleidungsstück auf eine besondere, ihm eigene Weise wahrgenommen.

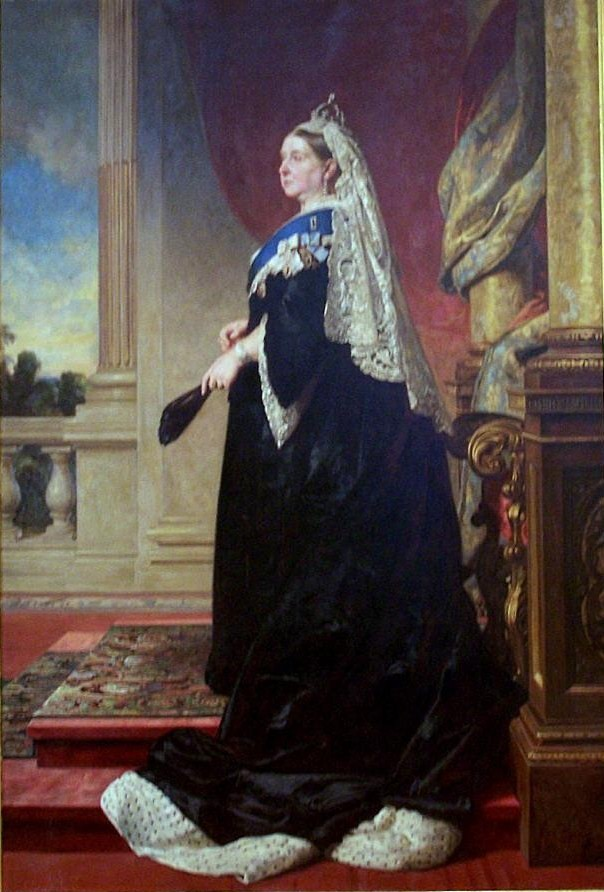
Queen Victoria mit Krone, Spitzenschleier, Juwelenhalsband, schwarzem Taftjäckchen mit Trompetenärmeln, Ordensband, Orden, Fächer; Gemälde von Winterhalter, um 1880
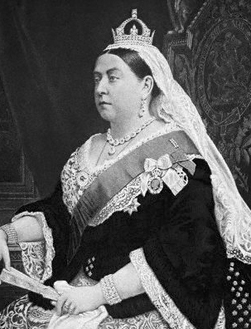
Queen Viktoria mit Krone, Spitzenschleier, Juwelenhalsband, schwarzem Taftjäckchen mit Trompetenärmeln, Ordensband, Orden, Fächer; Fotografie, um 1880
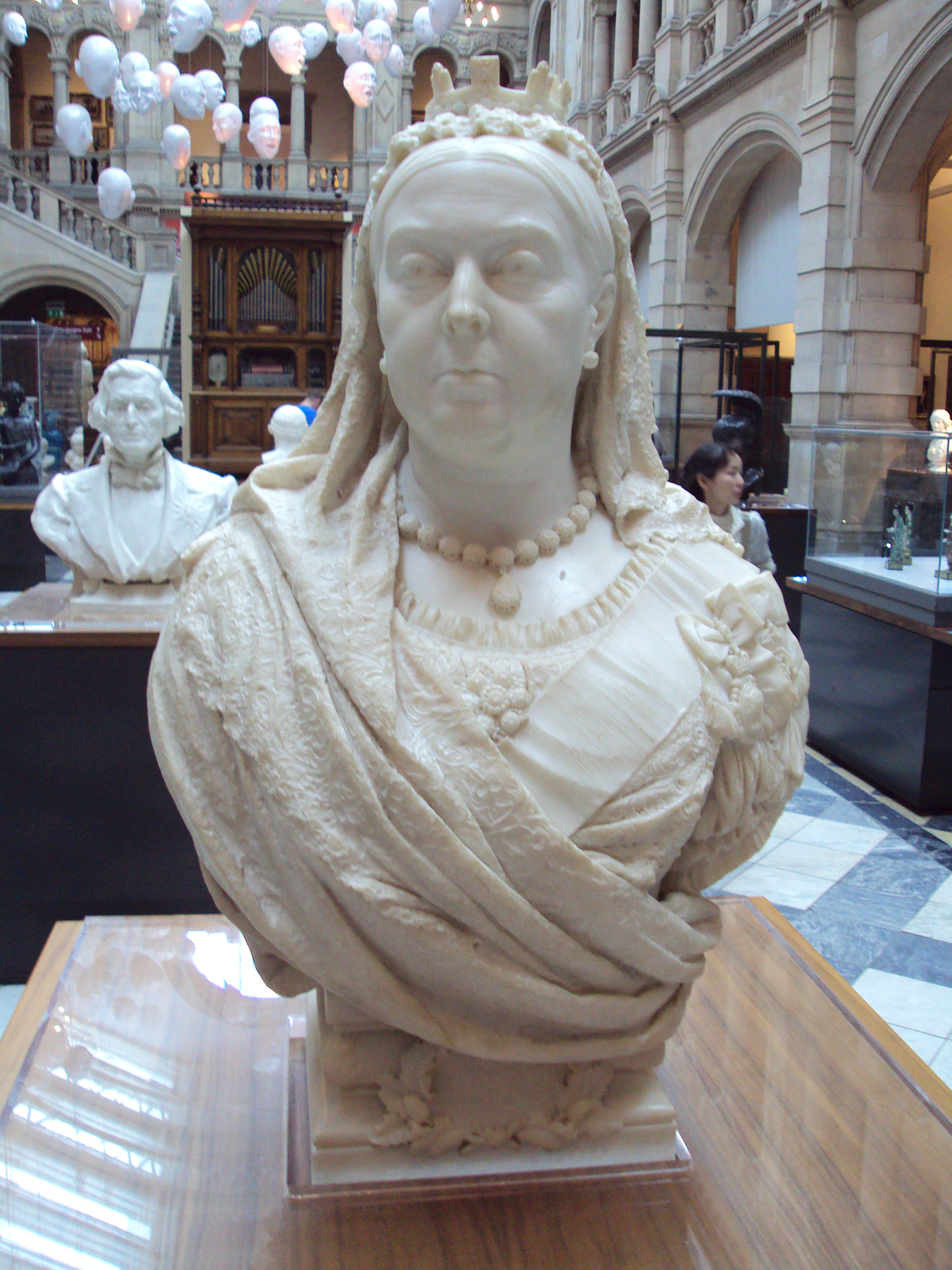
Marmorbüste von Queen Victoria mit Krone, Spitzenschleier, Juwelenhalsband, Ordensband, Orden, 1888

- Der Künstler hat nur das reproduziert, was ihm 1. wichtig erschien und 2. mit der verwendeten Technik darstellbar war. Manche Dinge lassen sich mit Ölfarbe besser darstellen als mit Pastellkreide und umgekehrt.
- Der Künstler hatte eine bestimmte, uns meist nicht bekannte Absicht und bediente sich gewisser künstlerischer Freiheiten, um sie zu verfolgen.
- Die Motivauswahl und Darstellungsweise ist z. T. wirtschaftlich bedingt (der zu porträtierende Kunde zahlt, und wer zahlt, schafft an), durch Strömungen der Kunst (z. B. Manierismus) oder beruht auf uns meist nicht bekannten, individuellen Faktoren.

Dem kulturell geprägten Teil dieser Filter kann durch Kenntnis des jeweiligen Zeitgeistes gegengesteuert werden, dem individuell geprägten nur durch Kenntnis der Vita des Künstlers. Daher sind Bildquellen umso brauchbarer, je mehr Information über den Zeitgeist und den Künstler gibt und je mehr Abbildungen es von der Hand verschiedener Künstler gibt, und das ist erst mit dem Ende des Mittelalters der Fall.
Trotz all dieser Caveats haben Bildquellen gegenüber erhaltenen Textilien den Vorzug, dass sie die vollständige Kleidung inklusive Schmuck und Frisur abbilden und meist (indem der Künstler und/oder der Abgebildete bekannt ist) einen sozialen Bezugsrahmen bieten. Im Vergleich zu Texten wirken sie direkt und ohne sprachliche Missverständnisse: „Ein Bild sagt mehr als tausend Worte.“

### Texte

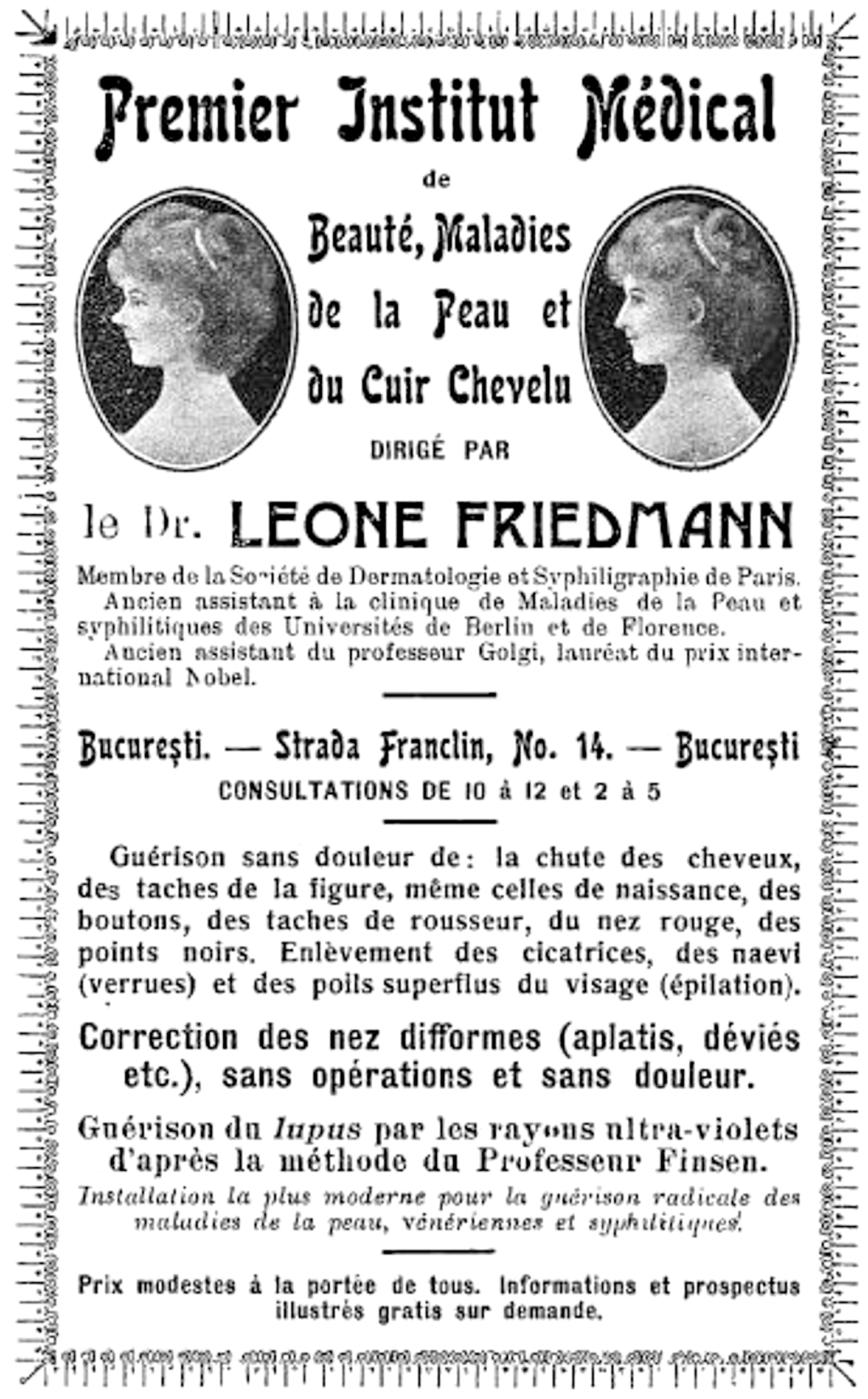
Inserat eines Schönheitssalons (Bukarest, 1911)

Bei Texten gilt im Wesentlichen das über Abbildungen gesagte. Dazu kommt das Problem des Textverständnisses: Ein Text kann übersetzt sein (dann wirkt der Übersetzer als zusätzlicher Filter) oder in einer alten Version der Muttersprache des Lesers vorliegen, in der gewisse Wörter andere Bedeutungen haben als heute oder deren damalige Bedeutung verlorengegangen ist – was dem Leser möglicherweise nicht bekannt ist und so zu Fehlinterpretationen führt. Im Gutfall kann die Bedeutung einiger Wörter mit Hilfe anderer Textquellen erschlossen werden.

### Museen

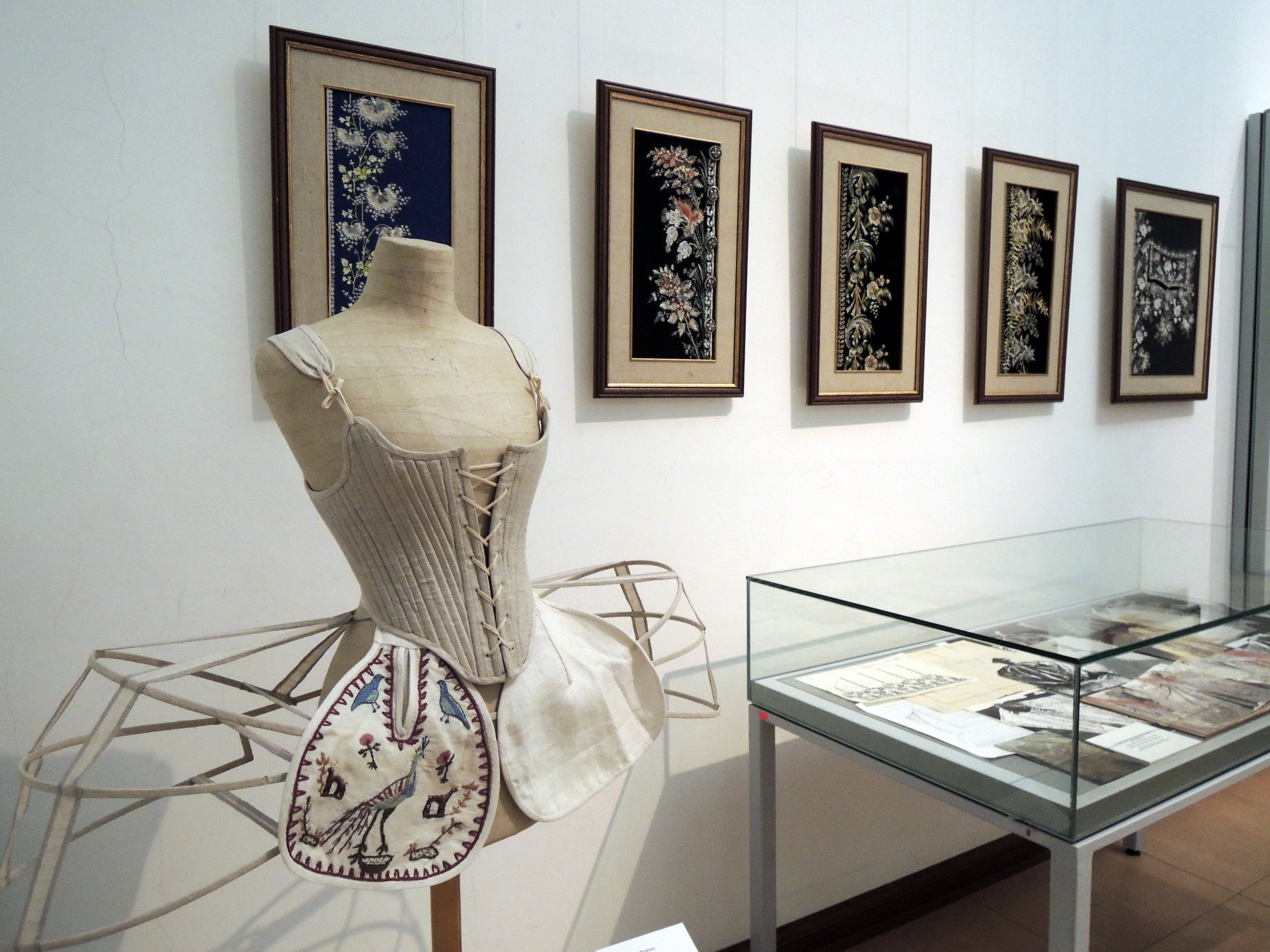
Rekonstruktion eines Reifrocks im Musée Galliera